# Pijn
Pijn is een sensorische en/of emotionele ervaring veroorzaakt door feitelijke of mogelijke weefselschade of die beschreven wordt in termen van weefselbeschadiging; ergens in het lichaam is een verwonding of dreigt er een te ontstaan. Soms ontstaat pijn echter ook zonder aanwijsbare lichamelijke oorzaak.

## Welke wezens voelen pijn?
Het idee dat dieren geen pijn zouden voelen en daar niet onder lijden gaat terug naar de 17e-eeuwse Franse filosoof, René Descartes, die argumenteerde dat dieren geen bewustzijn hebben. Lange tijd vormde deze visie een legitimering van vivisectieproeven op dieren. Latere filosofen en schrijvers gingen daar tegenin. Zo is van Jeremy Bentham (1748-1832) de befaamde uitspraak “de vraag is niet, kunnen ze logisch redeneren? en ook niet kunnen ze praten?, maar kunnen ze lijden?” Charles Darwin had weliswaar vooral belangstelling voor de fysiologische aspecten van dierlijke reacties, maar beschreef toch duidelijke uitingen van pijngevoel bij dieren.
Voor de Australische filosoof Peter Singer (°1946) is “bewustzijn” zelfs niet doorslaggevend: hij stelde de retorische vraag of we dan ook ervan uitgaan dat pasgeboren baby’s, mensen met een leerachterstand of met een hersenaandoening geen pijn voelen? Volgens Bernard Rollin, hoogleraar medische ethiek met betrekking tot dieren, waren onderzoekers tot in de jaren 1980 niet zeker of dieren pijn voelden. In de Verenigde Staten bleven onderzoekers in het ongewisse of dieren pijn lijden en dierenartsen werd tot in de jaren 80 van de 20e eeuw tijdens hun opleiding gezegd pijn bij dieren te negeren.
De aanwezigheid van pijn bij dieren en ook bij mensen, kan niet met zekerheid worden vastgesteld, maar ze kan worden afgeleid uit fysische en gedragsmatige reacties. Specialisten stellen nu dat alle gewervelden pijn kunnen voelen en dat zekere ongewervelden, zoals octopussen en schaaldieren, dat waarschijnlijk ook doen. Voor andere dieren en ook voor planten is het al of niet aantonen van pijn onmogelijk voor de huidige stand van de wetenschappen.

## Belang van pijn
Pijn is een signaal van het lichaam om aan te geven dat er iets mis is, en is dus van vitaal belang voor het behoud van gezond weefsel bij iedereen die een normaal leven leidt. De afwezigheid van pijn (bijvoorbeeld als gevolg van lepra) kan leiden tot blijvende schade van lichaamsdelen omdat niet adequaat wordt gereageerd op (dreigende) beschadigingen, bijvoorbeeld aan een hand die niet wordt teruggetrokken als een kokende pan wordt aangeraakt. Ook onderdrukking van pijn kan dat effect hebben.
Mensen die dagelijks pijnstillers gebruiken of onder hoge druk moeten presteren lopen een extra groot risico op problemen als gevolg van chronische overbelasting. Voorbeeld: iemand die regelmatig pijnstillers gebruikt voor hoofdpijn heeft niet in de gaten dat hij dagelijks zijn knie overbelast.

## Fysiologie
Pijn begint bij de zenuwuiteinden die geprikkeld worden of door het beschadigd zijn van zenuwen. Die prikkels, elektrische signalen, worden via zenuwbanen aan het ruggenmerg doorgegeven en ten slotte aan de hersenen.
Het zijn de dunnere, de weinig of helemaal niet gemyeliniseerde vezels die pijn geleiden. Van de verschillende zenuwvezels in ons lichaam Aα, Aβ, Aγ, Aδ, B en C geleiden de dunnere, weinig gemyeliniseerde Aβ-, Aδ- en de dunste, ongemyeliniseerde C-vezels, de pijn.
Pijn is niet alleen een directe koppeling tussen huid en hersenen zoals René Descartes destijds dacht, maar is een proces met een psychologische en sociale dimensie. Ze kan ook door andere prikkels worden beïnvloed. Een en ander werd aannemelijk door de poorttheorie van Ronald Melzack en Patrick Wall. Deze gaven in het kort aan dat dunne (pijn)vezels het pijnsignaal versterken, terwijl dikkere (tast)vezels het signaal dempen. Dat verklaart waarom druk of massage van de pijnlijke plek pijn kan dempen. Zo grijpt men bijvoorbeeld bij het stoten van de knie het pijnlijke lichaamsdeel meteen beet en houdt bij buikpijn de buik met de handen vast. Daarbij hebben prikkels uit het limbische systeem en de hersenschors een invloed op het transport van de pijnprikkels naar de hersenschors.
Nociceptieve pijn is pijn die duidt op weefselschade. Ze voelt eerder stekend, zeurend aan. Neuropathische pijn is pijn door zenuwbeschadiging. Deze voelt eerder branderig, tintelend aan.

### Perifere trage en snelle vezels
Pijnprikkels werden in een verdere uitwerking van de ideeën van Descartes via specifieke receptoren en pijn geleidende zenuwbanen naar de hersenen geleid, waar deze tot het bewustzijn doordringen. Pijn werd in het licht van de fysiologie van de zintuigen als eenzelfde kwaliteit beschouwd als voelen, horen of zien, met een eigen geleiding en een eigen waarneming. Max von Frey stelde in dit licht de specificiteitstheorie op. Pijnprikkels bereiken volgens deze theorie de via de snel geleidende gemyeliniseerde Aδ-zenuwvezels, snelheden tussen 6 en 30 m/sec, of de langzaam geleidende ongemyeliniseerde C-zenuwvezels, snelheden tussen 0,5 en 2 m/sec, het ruggenmerg. De pijnprikkels worden daar via een specifieke pijnbaan, de tractus spinothalamicus, verder geleid naar het schakelstation in de thalamus, naar de hersenschors, waar deze tot het bewustzijn doordringt. Aldus wordt onderscheid gemaakt tussen snelle en trage pijn. Er zijn voor snelle pijn veel andere namen: elektrische pijn, scherpe pijn, prikkende pijn, acute pijn. Deze snelle pijn is in de meeste van de diepe lichaamsweefsels niet te voelen. Er zijn voor trage pijn ook andere namen: trage brandende pijn, jeukende pijn, chronische pijn. Deze trage pijn kan in zowel de huid als bijna alle diepe weefsels en organen voorkomen.
Vanwege dit dubbele geleidingssysteem komt pijn vaak in twee fases: een eerste en scherp gevoelde pijn gevolgd door een tragere pijn. Deze eerste pijn maakt de persoon snel attent op de pijn veroorzakende stimulus die een reflex of een andere een reactie uitlokt, bijvoorbeeld de hand wegtrekken. De trage pijn die daarna volgt heeft na verloop van tijd de neiging erger te worden.

### Dubbele transmissie: ruggenmerg en hersenstam
Wanneer de pijnsignalen het ruggenmerg binnendringen worden ze via twee verschillende routes verder geleid naar de hersenen:
1. de tractus neospinothalamicus voor de snelle pijn en
2. de tractus palaeospinothalamicus voor de trage pijn.

#### Tractus neospinothalamicus voor snelle pijn
De snelle Aδ-zenuwvezels eindigen in de achterhoorn aan de dorsale kant van het ruggenmerg, ter hoogte van lamina I, en maken daar synaps met tweede-ordeneuronen van de tractus neospinothalamicus die het signaal meteen naar de andere kant van het ruggenmerg leiden en van hieruit verder naar de hersenen. Sommige vezels eindigen in de formatio reticularis van de hersenstam, maar de meeste vezels eindigen in de thalamus. Het signaal wordt van hieruit verder geleid naar andere basale hersengebieden en de somatosensibele schors. Dit type pijn kan vrij precies worden gelokaliseerd, maar wanneer er geen tactiele informatie wordt verkregen is de pijnlokalisatie ook bij deze scherpe pijn gering. Er wordt gedacht dat de signaaltransmissie van de Aδ-zenuwvezels door middel van de neurotransmitter glutamine gaat, die maar een zeer korte actieve periode kent, enkele milliseconden.

#### Tractus palaeospinothalamicus voor trage pijn
De prikkels door de tragere C-zenuwvezels eindigen eveneens in de achterhoorn van het ruggenmerg, ter hoogte van laminae II en III, passeren daar een synaps naar een of meer tussenneuronen, worden verder geleid, passeren ter hoogte van lamina V weer een synaps, naar de neuronen die, na kruising over de middellijn van het ruggenmerg, ze verder naar de hersenen geleiden. De signaaloverdracht in de tragere C-vezels geschiedt enerzijds door glutamaat met een actieve periode van maar enkele milliseconden. Er wordt gedacht dat ook substantie P een belangrijke rol speelt in de signaaloverdracht van deze trage vezels. Deze stof wordt veel langzamer vrijgegeven, waarna de concentratie gedurende enkele seconden tot zelfs minuten stijgt. Geopperd wordt dat de verschillende pijngewaarwording, acute scherpe pijn versus tragere doffe pijn, ten dele is te verklaren door deze verschillende vormen van neurotransmissie.

De tractus palaeospinothalamicus eindigt in de hersenstam. Niet alle vezels dringen tot de thalamus door. Sommigen stoppen in de formatio reticularis, sommigen in het mesencephalon en nog anderen in de substantia grisea centralis rond het aquaduct van Sylvius. Dit soort pijn is zeer onbepaald en strekt zich vaak over een groot deel van het lichaam, bijvoorbeeld in een been, uit. Dit verklaart waarom patiënten met chronische pijn vaak moeilijk kunnen aangeven waar zij de pijn precies voelen.

## Onderscheid op grond van duur
Er kan onderscheid worden gemaakt tussen acute pijn en chronische pijn. Acute pijn ontstaat plotseling en gaat relatief snel weer over. Klinisch neemt men de grens van zes maanden. Onder chronische pijn wordt verstaan: pijn die langer dan zes maanden aanhoudt. Chronische pijn heeft geen waarschuwingsfunctie meer en veroorzaakt vooral stress. Chronische pijn is vaak moeilijk tot zeer moeilijk behandelbaar, omdat er geen lichamelijke oorzaak (meer) voor te vinden is of omdat de oorzaak niet weg te nemen is. De resterende behandelwijzen zijn dan pijnstillende medicijnen (die vaak slecht helpen) of een zenuwbehandeling, zodat moderne therapieën zich eerder richten op het pijngedrag en dit proberen om te buigen in normaal gedrag. De pijnbeleving blijkt als dit lukt vaak sterk te verminderen. Pijn waarop men zich echter lange tijd concentreert of waarop de aandacht lange tijd is gericht, wordt erger en kan het gehele leven gaan beheersen. Ook als er onderliggende angsten aanwezig zijn (bijvoorbeeld voor ernstige aandoeningen) wordt pijn sterker gevoeld.

## Onderzoek
Pijn kan nog niet goed worden gemeten. Pijn geeft vaak echter wel een stressreactie, die kan worden afgelezen aan de hartslag en bloeddruk. Men maakt vaak gebruik van vragenlijsten zoals de McGill Pain Questionnaire of men gebruik een visueel analoge schaal (VAS-schaal of Visual Analogue Scale) (hierbij wordt de patiënt gevraagd de pijn te situeren op een ononderbroken lijn) of met een getal van 0 tot 10. Deze methode gaat uit van de veronderstelling dat de patiënt zelf over de karakteristieken en intensiteit van de pijn kan rapporteren. Bij comateuze patiënten of verstandelijk gehandicapten is het meten van pijn een gecompliceerde aangelegenheid. Evenzo is dat het geval bij de pasgeborenen. In deze patiëntencategorie wordt gewerkt met een vijftal gevalideerde meetinstrumenten voor pijn, die zonder uitzondering multidimensioneel zijn. Dat wil zeggen dat ze zowel fysiologische veranderingen zoals hartslag en bloeddruk meten, en daarnaast een oordeel geven over gedragsveranderingen. Een enkel meetinstrument scoort ook beïnvloedende factoren als zwangerschapsduur (voor de te vroeg geborene) en gedragsstadium. Over het algemeen geldt dat objectieve pijnmeetinstrumenten ontwikkeld worden voor acute pijn. Het objectief meten van chronische pijn staat nog in de kinderschoenen.
Er bestaat ook een fenomeen als primaire en secundaire pijn. Primaire pijn krijg je direct na (bijvoorbeeld) een val. Deze pijn is sterk van aard en gaat na korte tijd weer over. De secundaire pijn komt direct na de primaire pijn en heeft meer een zeurend effect. Primaire pijn wordt ook wel 'fast pain' genoemd en secundaire pijn wordt ook wel 'slow pain' genoemd. Primaire pijn is ook wel goed gelokaliseerd. Na een val kan men precies aanwijzen waar het pijn doet. Terwijl dit bij secundaire pijn niet altijd zo is.

## Omgaan met pijn en de sociale dimensie
Iedereen ervaart pijn anders. Pijnbeleving is afhankelijk van verschillende factoren, waaronder: spanning, angst, sociaal-culturele factoren en biologische verschillen.
Sommige mensen (bijvoorbeeld masochisten) houden echter van (bepaalde vormen) van pijn. Dit wordt algolagnie genoemd. Als iemand een ziekelijke angst voor pijn heeft, wordt dit algiofobie genoemd.
Een andere groep met een speciale relatie met pijn vormen de mensen die zichzelf beschadigen (automutilatie).
De pijnbeleving hangt onder meer af van de persoonlijke pijngrens. Meestal spreekt men over "de" pijngrens maar er is reden om aan te nemen dat er meerdere bestaan. Voorbeelden van pijngrenzen zijn:
- de laagste pijnwaarde waarbij de pijnreceptoren reageren (met wellicht verschillende grenswaarden voor het snelle en het trage pijnsysteem). (De eerste fysiologische pijngrens.)
- een fysiologische grens waarbij onwillekeurige spiersamentrekkingen ontstaan (van belang bij onder andere massage, en waar kramp en pijn elkaar in stand houden).
- een grens waarbij men niet meer in slaap valt, en een grens waarbij iemand wakker wordt van de pijn.

Vermoedelijk bestaan er nog andere pijngrenzen die betrekking hebben op onder meer aandacht en bewustzijnsverlies.
Duidelijk is in elk geval dat pijn een grote invloed op de levenskwaliteit kan hebben, zeker bij slaapproblemen, belemmering van bewegingen of als het grote moeite kost de aandacht op iets anders te richten. Behalve de persoonlijke zijn ook de maatschappelijke kosten erg hoog.
Naast het pijngevoel verschilt ook mate van acceptatie per persoon sterk. Militairen en beoefenaars van topsport of vechtsporten leren pijn te onderdrukken. Maar ook mensen die (in hun jeugd) worden mishandeld of verwaarloosd ontwikkelen vaak een hoge pijntolerantie. Dat geldt ook voor mensen die een harde overlevingsstrijd hebben moeten voeren en zich geen enkele ziekte konden permitteren.
Een hoge pijntolerantie heeft voordelen op korte termijn: je bent in staat te blijven functioneren. Op langere termijn echter bestaat er het risico van langdurige of zelfs chronische problemen omdat de persoon in kwestie niet tijdig aan de bel trekt. Een probleem hierbij is dat de mechanismen voor onderdrukking van de snelle (acute) pijn ook gebruikt worden om trage pijn te onderdrukken. Dit speelt vaak een rol bij het ontstaan van rsi-achtige klachten die veelal geassocieerd zijn met trage pijn. Leren geringe pijnprikkels serieus te nemen kan hier een hoop problemen voorkomen en is soms zelfs nodig om te kunnen genezen.

## Therapie
Pijn kan vaak worden verminderd of onderdrukt met pijnstillers. Dit is vooral nuttig bij pijn met een duidelijke oorzaak. Naarmate pijn chronisch wordt en er eigenlijk geen duidelijke lichamelijke oorzaak (meer) voor bestaat zijn pijnstillers zelden een oplossing. Het kan ertoe leiden dat de pijn wordt gemedicaliseerd. Hierbij zoekt men dan de oplossing in steeds hogere doses van pijnstillers die echter vaak weinig effect hebben maar wel steeds meer bijwerkingen gaan veroorzaken.
Zeker bij chronische pijn is er aandacht nodig voor het psychische aspect. Door dit bij de behandeling voldoende aandacht te geven kan pijnbeleving worden beïnvloed en pijn draaglijker worden. Met operante conditionering kan men negatief pijngedrag trachten te ontmoedigen en een positief normaal gedrag bekrachtigen. In de modernere visie op pijnbehandeling staat de aanpak van het pijngedrag centraal en niet zozeer van de pijnklachten. Een recente, degelijk onderzochte aanpak voor het leren leven met chronische pijn is Acceptance and Commitment Therapy.